# 145078 Katherinejohnson
145078 Katherinejohnson este o planetă minoră (asteroid) din centura de asteroizi. A fost descoperită pe 4 aprilie 2005 la Catalina Station⁠(d) de Catalina Sky Survey și a fost numită după Katherine Johnson. 
Obiectul prezintă o orbită caracterizată de o semiaxă mare de 2,3599158422162 UAi, o excentricitate de 0,21615008870311, o înclinație de 6,9493688338133 ° în raport cu ecliptica.